# 古南门
古南门为桂林城门之一，位于榕湖北岸、榕荫路南端，面对古榕双桥，相传为唐代将领、桂州总管李靖建造。城北鹦鹉山上的静江府城池图将此门标注为“威德门”。明朝洪武八年，桂林城南扩至今桃花江一带，榕湖被包在城内，附近城墙拆除后，留下此城门。民国时为修筑马路，城门东侧剩余的城墙也被拆除。旧时城上有榕树一株，树根跨至门外。现今城门上由“古南门”三字，系郭沫若于1963年题写。城上有榕树楼。城门外有古榕树一株，其旁为黄庭坚系舟处。